# Muzeum Ameryki
Muzeum Ameryki (hiszp. Museo de América) – placówka muzealna w Madrycie, uznawana za najbogatsze europejskie muzeum, prezentujące dzieła sztuki prekolumbijskiej obu Ameryk.

## Historia kolekcji i muzeum
Najwcześniej do hiszpańskiej kolekcji dzieł sztuki prekolumbijskiej, będącej zaczątkiem kolekcji późniejszego Muzeum Ameryki, trafiły przedmioty przywożone na dwór królewski przez Krzysztofa Kolumba i konkwistadorów. Umieszczono je w XVIII wieku w Królewskim Gabinecie Historii Naturalnej. Później do kolekcji weszły materiały pozyskane w czasie pierwszych wykopalisk, prowadzonych na terenie Peru i Meksyku jeszcze w XVIII wieku, kolekcja złotych przedmiotów kultury Quimbaya, przekazana Koronie Hiszpańskiej przez rząd Kolumbii z okazji 400-lecia odkrycia Ameryki w 1893, oraz kolekcja inkaska Juana Larrea, ofiarowana w 1937.
Muzeum oficjalnie zostało założone na podstawie specjalnego dekretu z 19 kwietnia 1941. Na czas zaprojektowania i budowy odpowiedniego budynku dla przechowywania zbiorów kolekcja amerykańska znajdowała się w kilku salach Narodowego Muzeum Archeologicznego w Madrycie. Stan ten trwał do 1962, kiedy to zbiory znalazły się w nowym, specjalnie zbudowanym dla potrzeb placówki budynku, otwartym w 1965, przebudowanym od 1981 i ponownie otwartym w 1994.

## Zbiory
W placówce gromadzone są zbiory obrazujące historię, kulturę i sztukę obu Ameryk od czasów prehistorycznych do współczesnych ze szczególnym uwzględnieniem archeologii kultur prekolumbijskich, etnografii i sztuki kolonialnej.
Według Encyklopedii sztuki starożytnej (wyd. 1998) w zbiorach Muzeum Ameryki znajdowało się około 9500 zabytków archeologicznych z obszaru Nowego Świata (w tym 6500 ceramicznych naczyń i figurek z Mezoameryki, Obszaru Przejściowego i Andów, 800 narzędzi i rzeźb kamiennych, 700 zabytków sztuki złotniczej i metalurgii, 300 tkanin i 1200 przedmiotów z drewna i innych materiałów). Obecnie (2010) placówka na swojej stronie internetowej przyznaje się do posiadania 25 tysięcy eksponatów muzealnych.
Do najważniejszych zabytków znajdujących się w zbiorach muzeum należy zaliczyć tzw. Stelę Madrycką, kodeksy: Trocortesiano i Tudela oraz wymienioną kolekcję kolumbijskiego złota w tym zachowane skarby kultury Quimbaya.

## Galeria

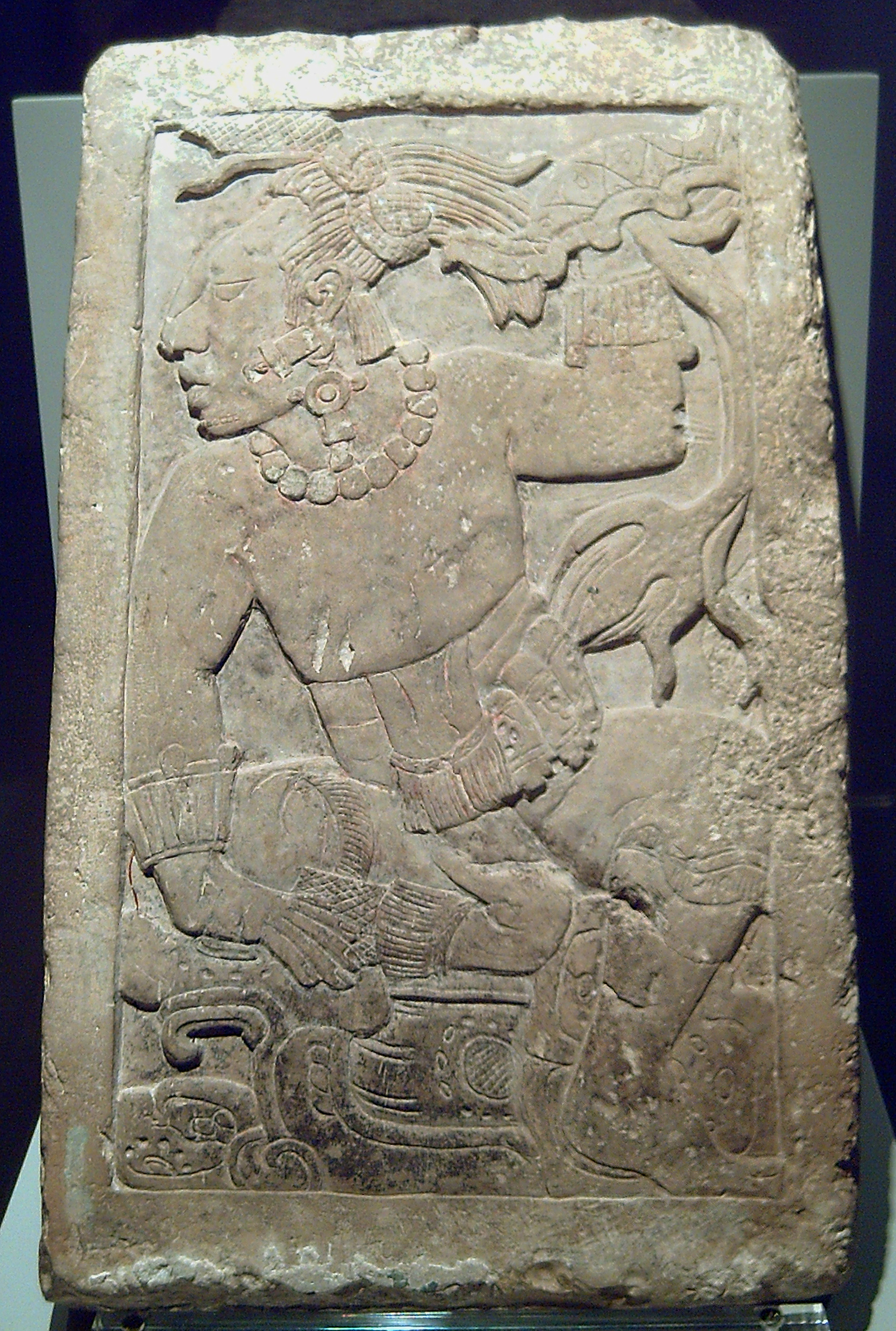
Stela Madrycka, kultura Majów, Palenque, Meksyk, 600-800 n.e.
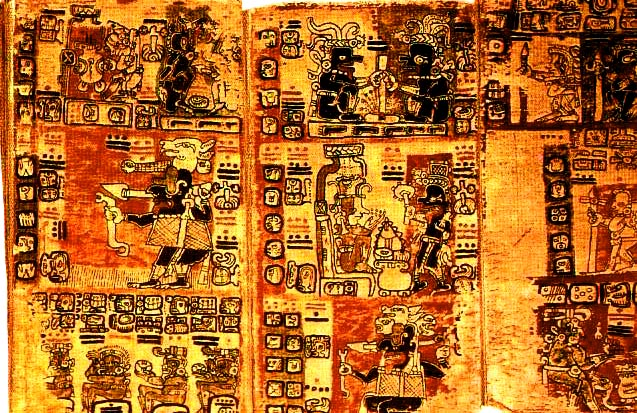
Kodeks Trocortesiano, kultura Majów
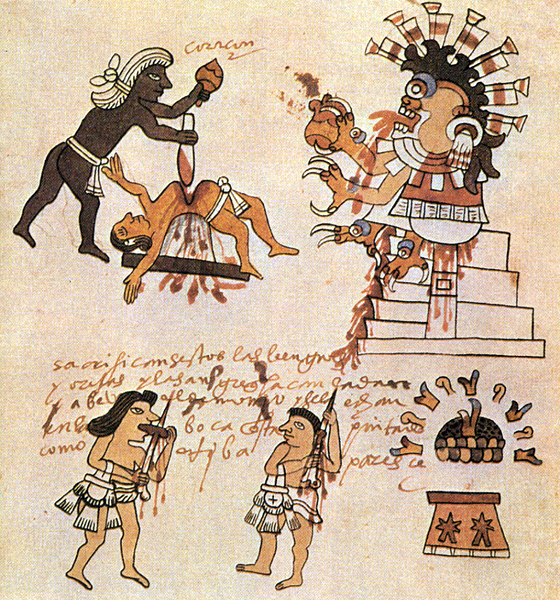
Kodeks Tudela, fragment, połowa XVI wieku
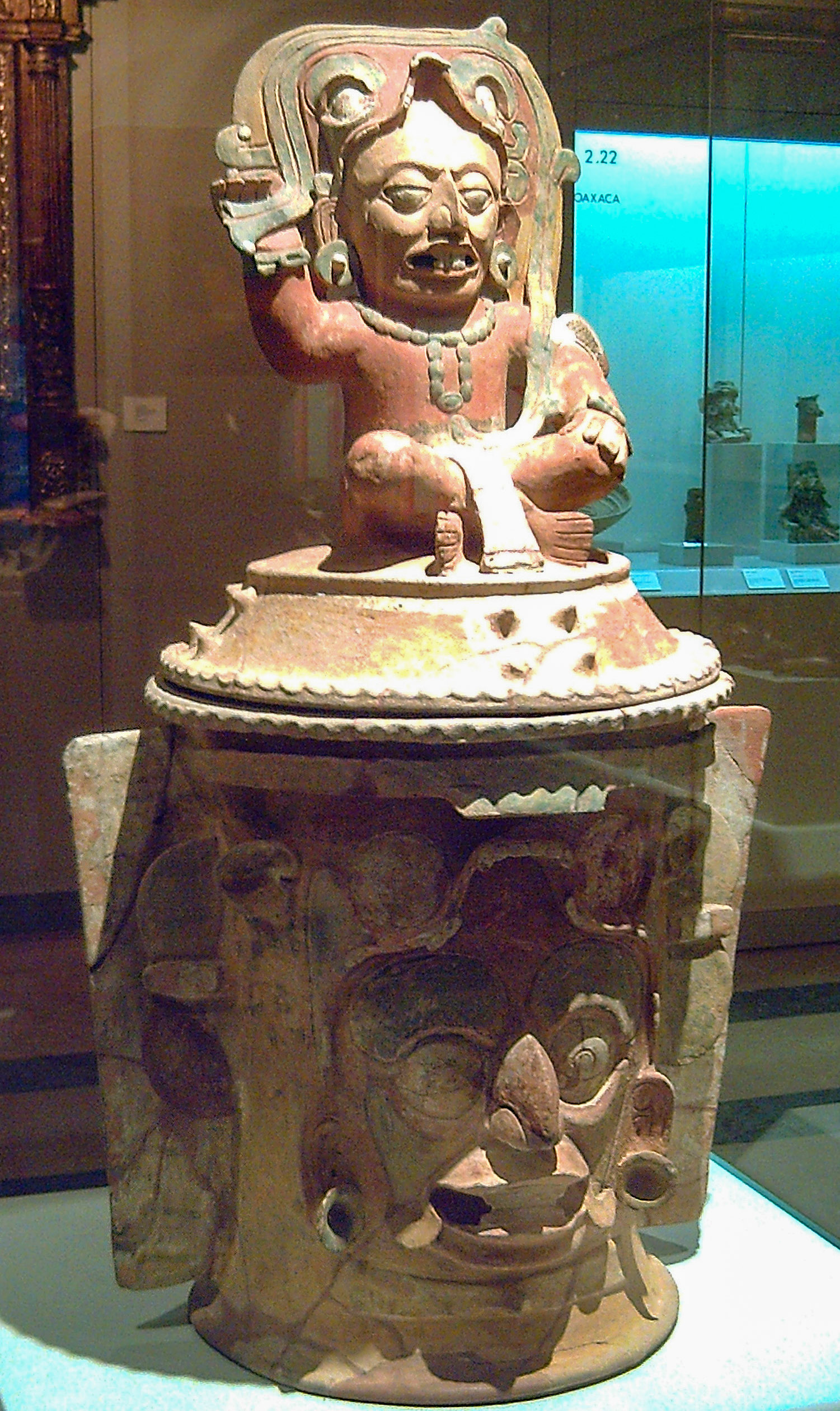
Urna grobowa Majów, Meksyk, 600-900 n.e.
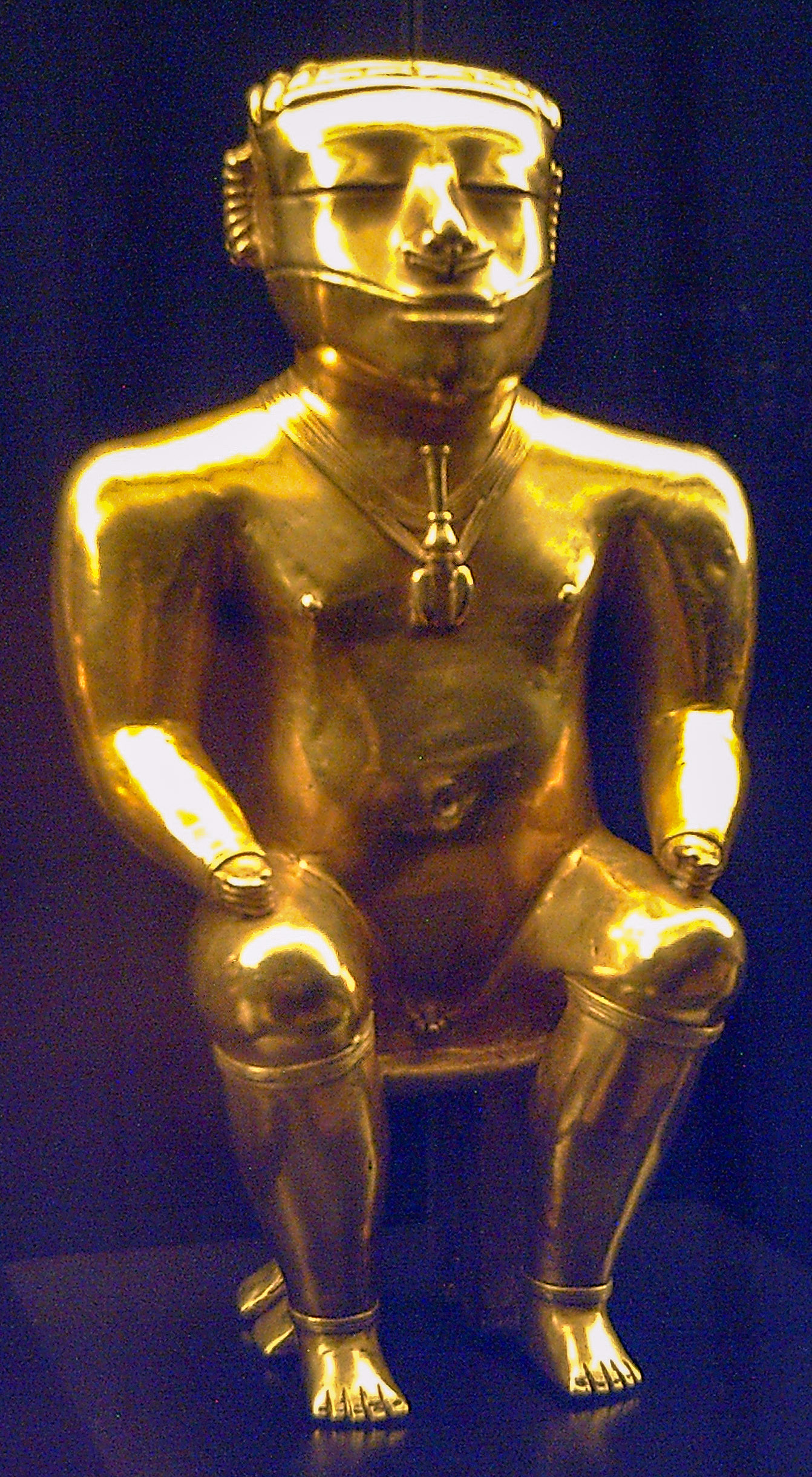
Złota statuetka, kultura Quimbaya, Kolumbia, 200-1000 n.e.
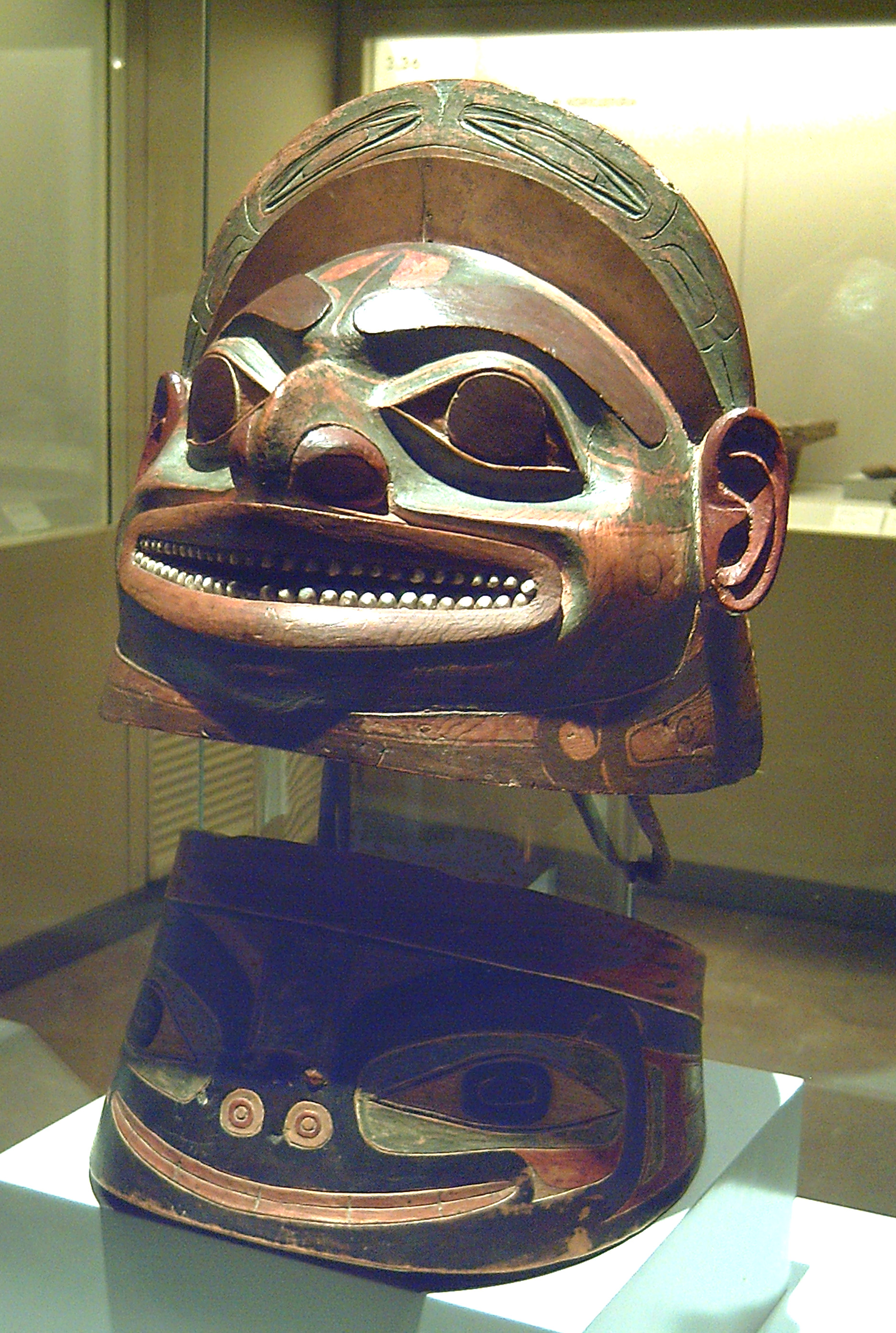
Maska i naszyjnik kultury Tlingit, Alaska, XVIII wiek
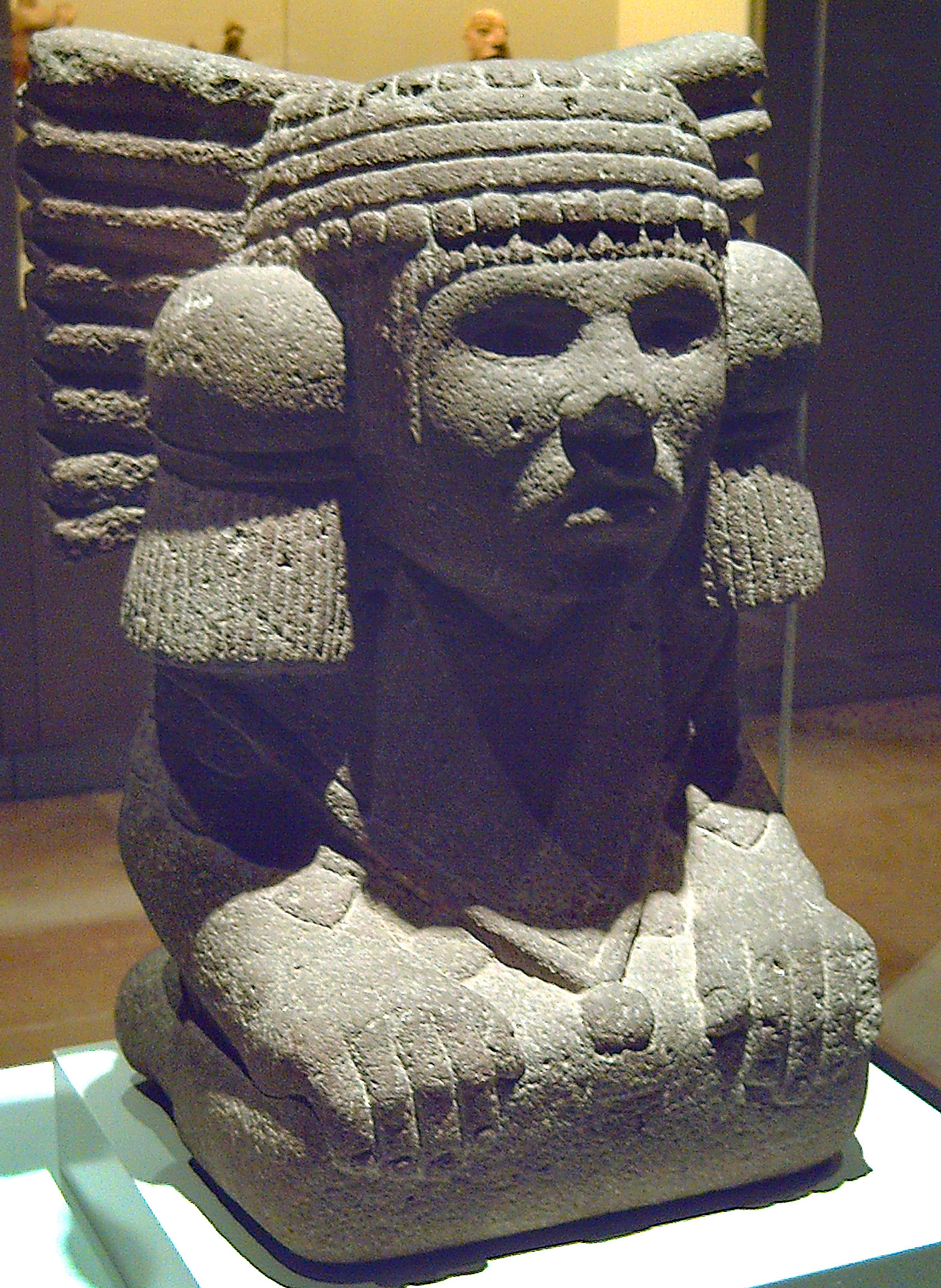
Kamienna rzeźba przedstawiająca aztecką boginię Chalchiuhtlicue, Meksyk, 1350-1521 n.e.
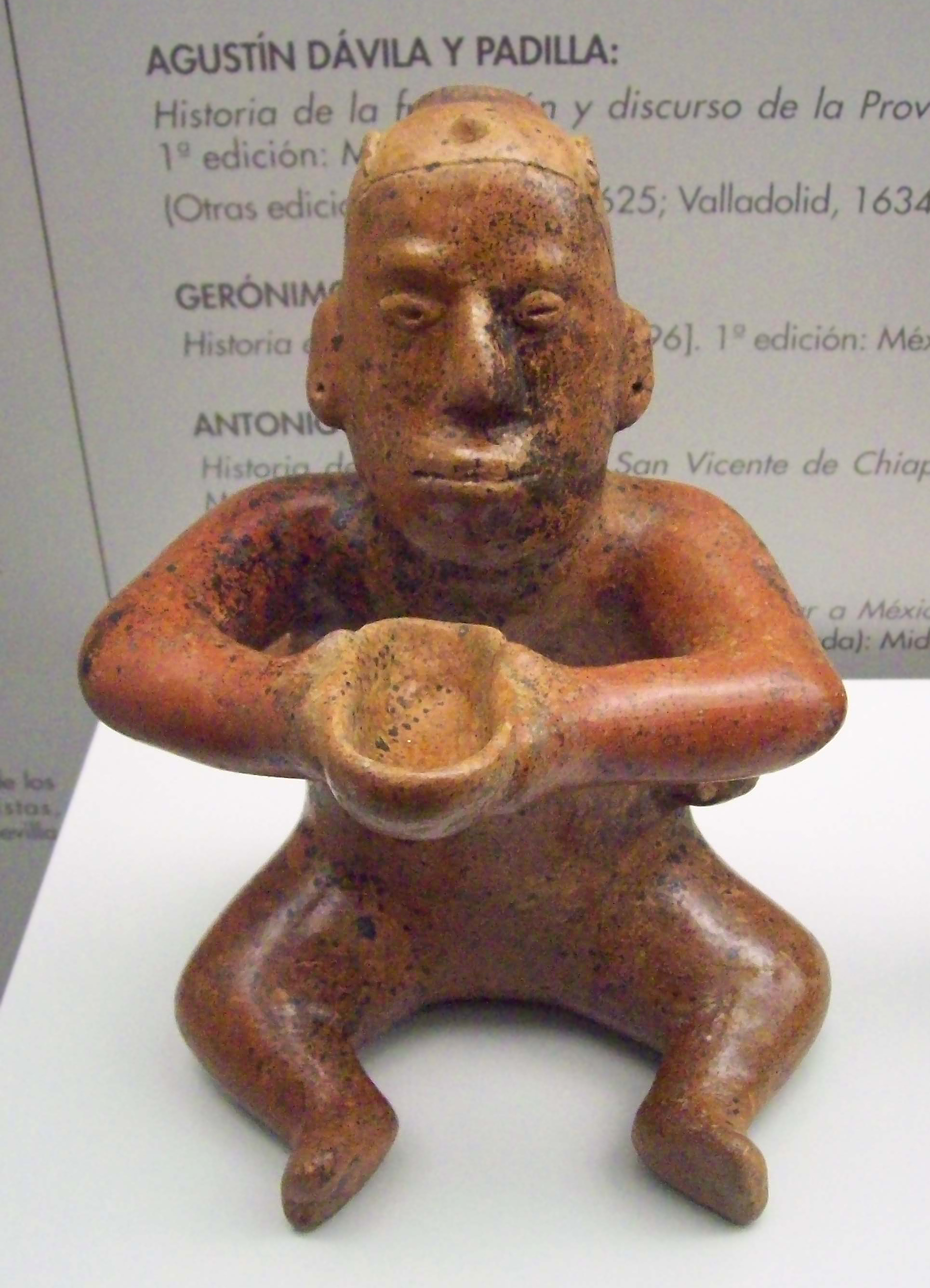
Ceramiczna figurka mężczyzny, kultura Colima, Meksyk, 400 p.n.e. -100 n.e.
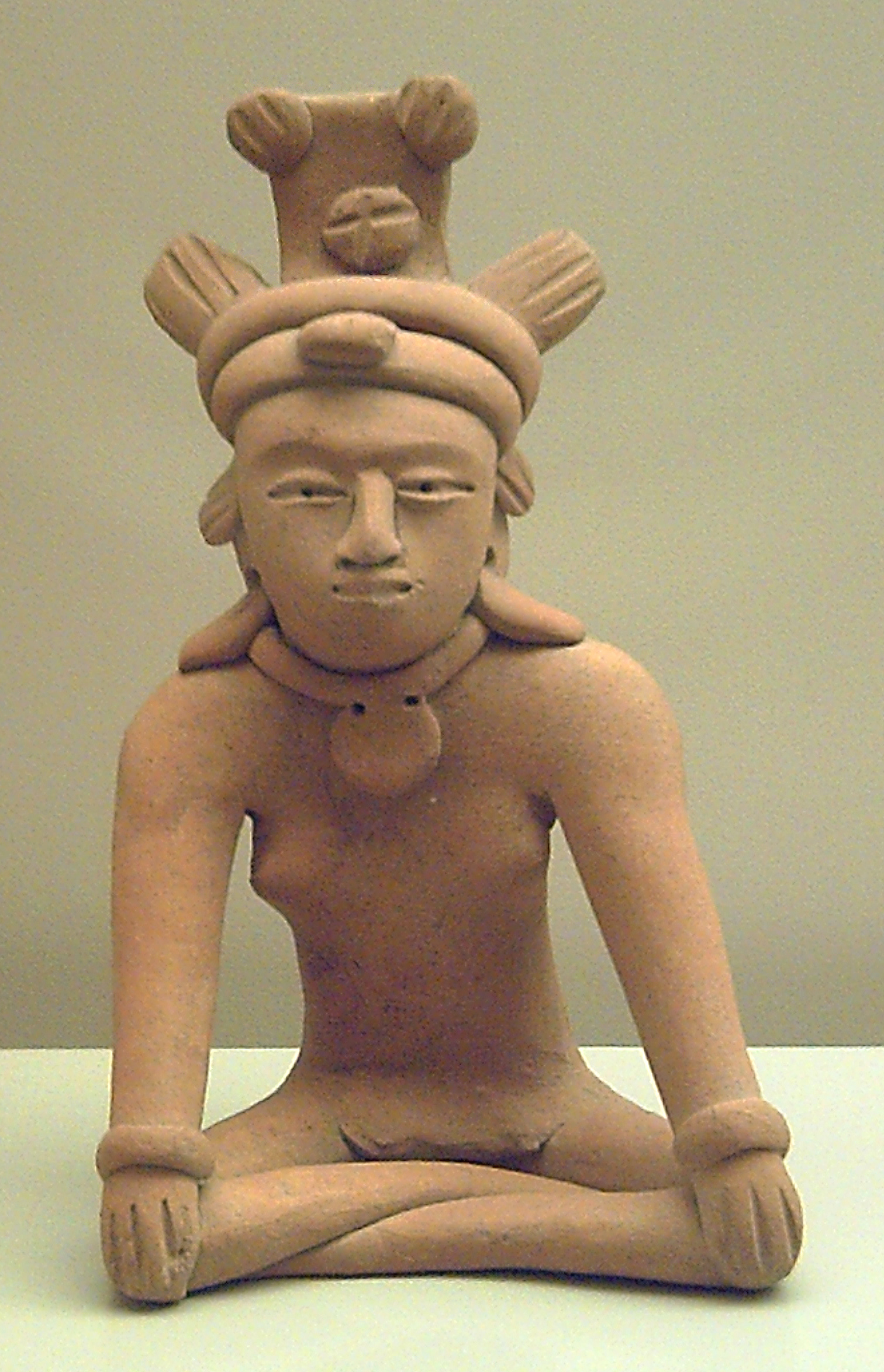
Ceramiczna figurka kobiety, kultura El Tajín, Meksyk, 700-900 n.e.
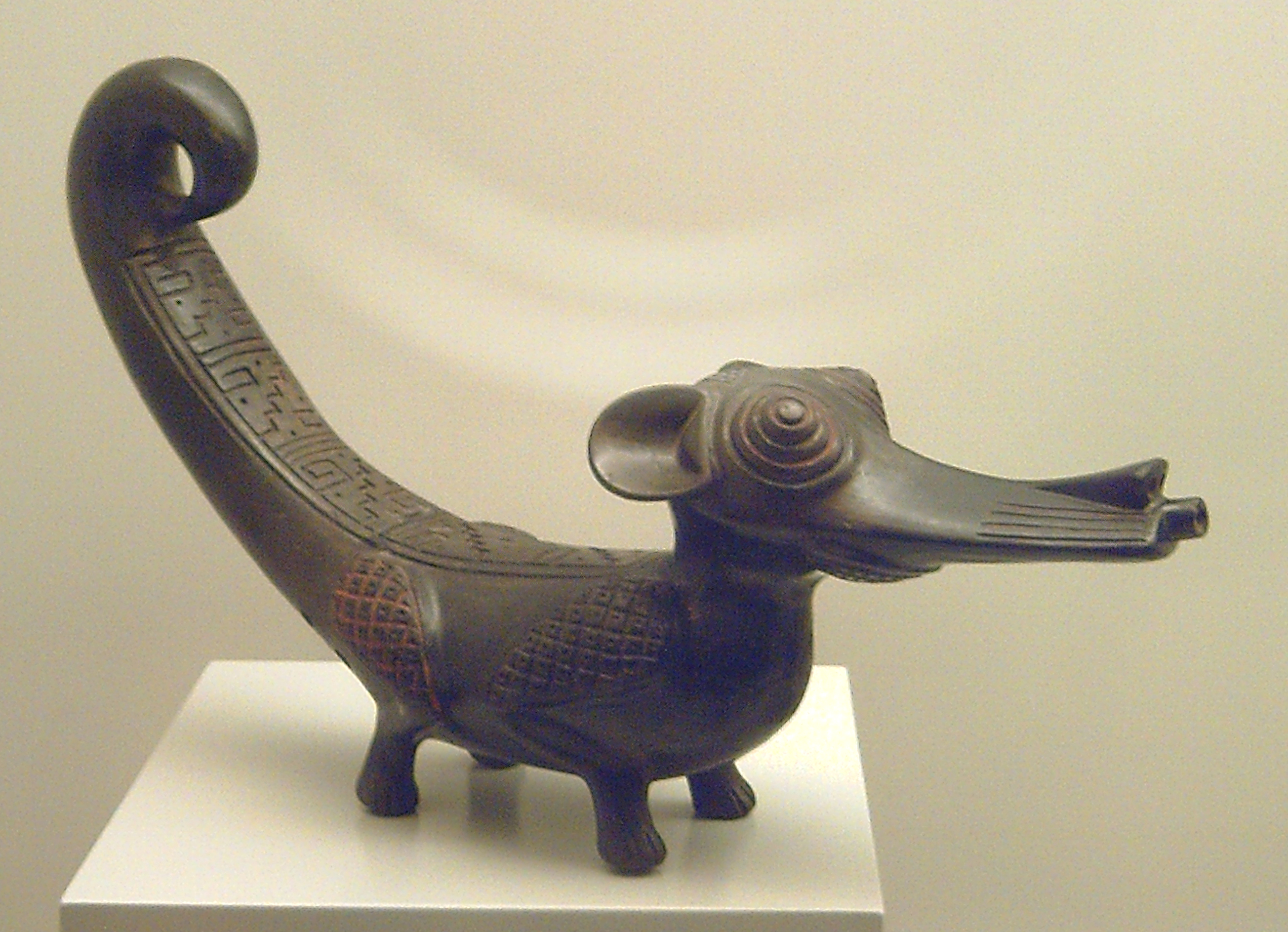
Naczynie ceramiczne w kształcie kajmana, kultura Chimú, Peru, 1400–1533 n.e.
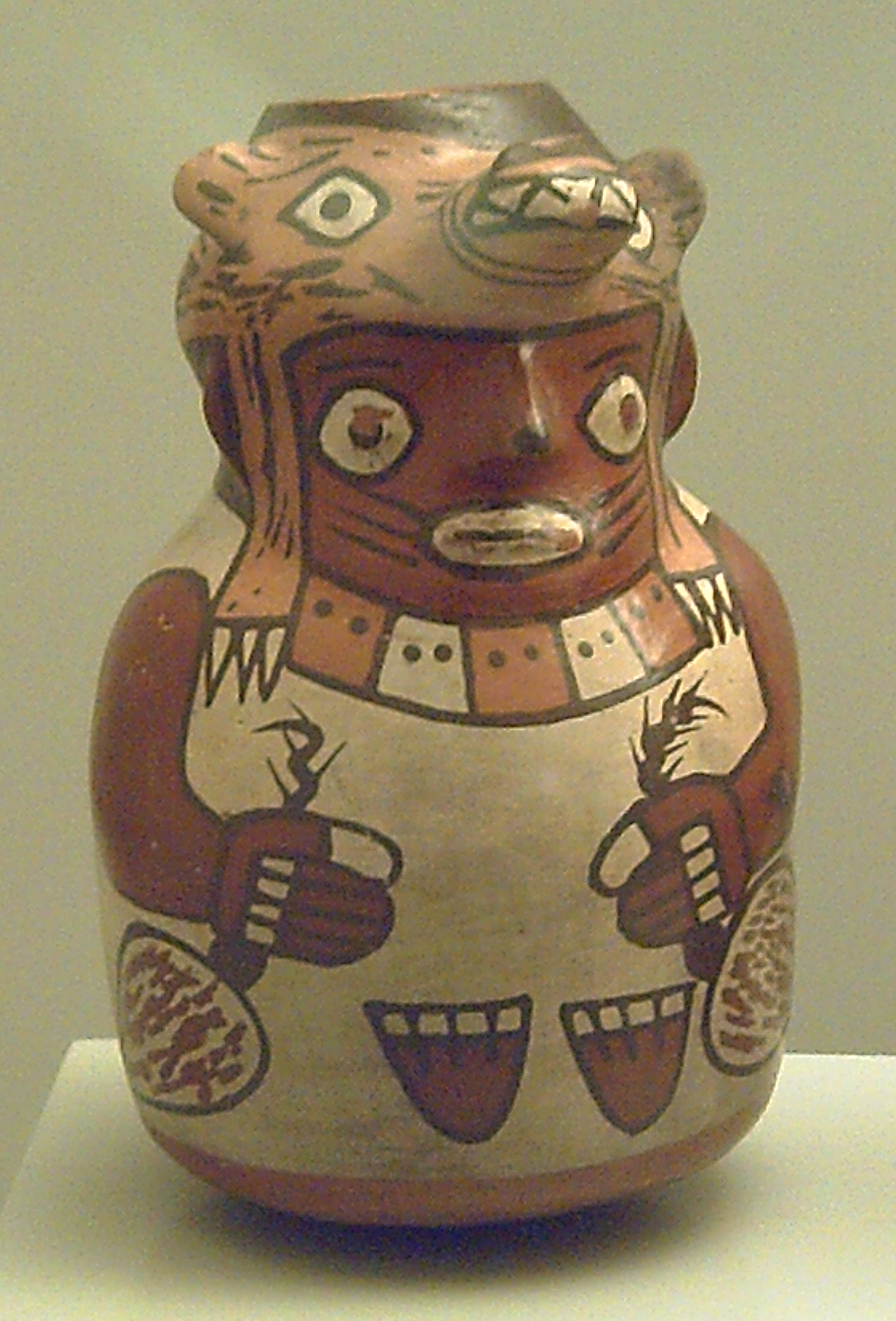
Naczynie ceramiczne kultury Nazca, Peru, 100 p.n.e. – 700 n.e.
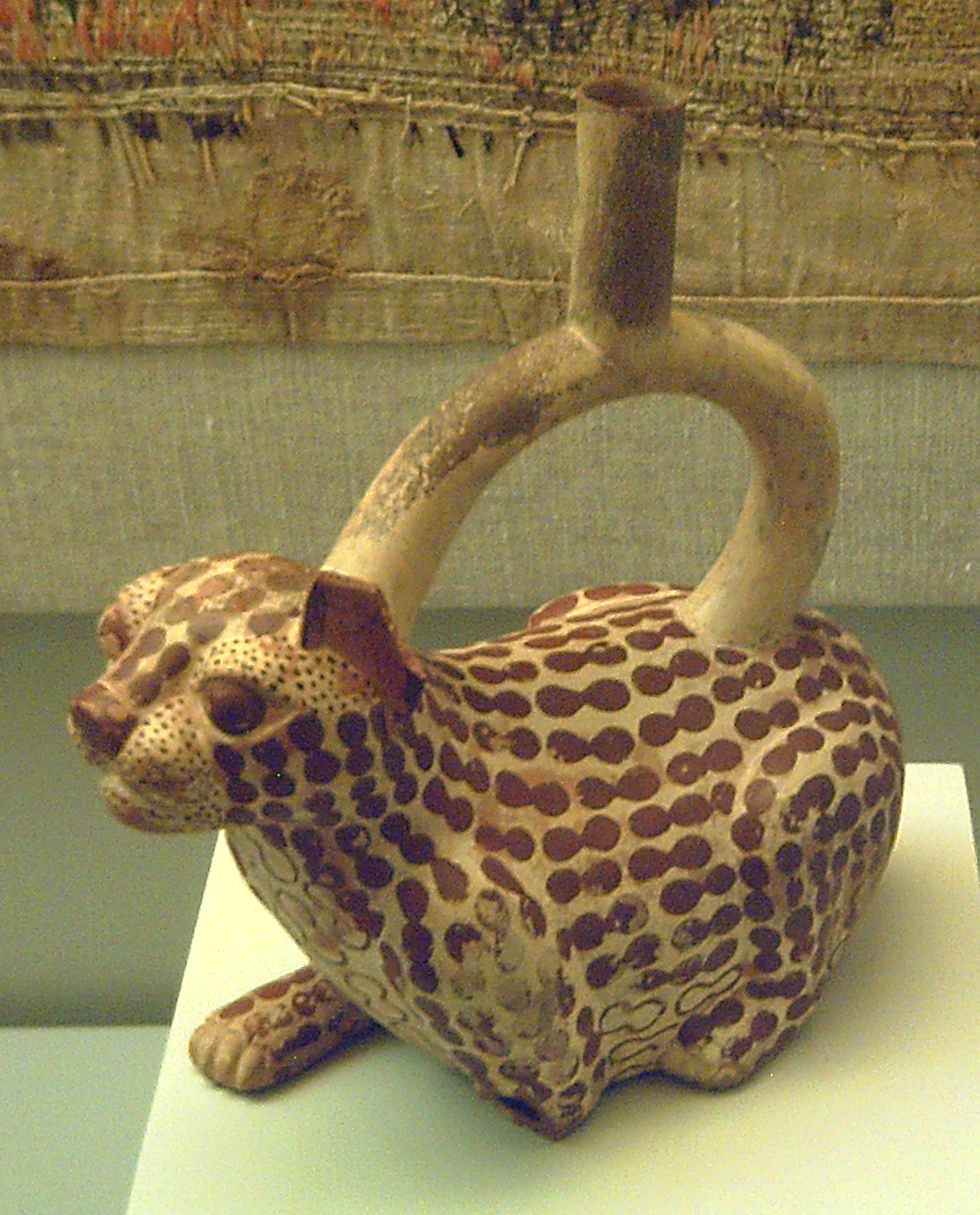
Naczynie ceramiczne w kształcie jaguara, kultura Mochica, Peru, 100 p.n.e. -700 n.e.
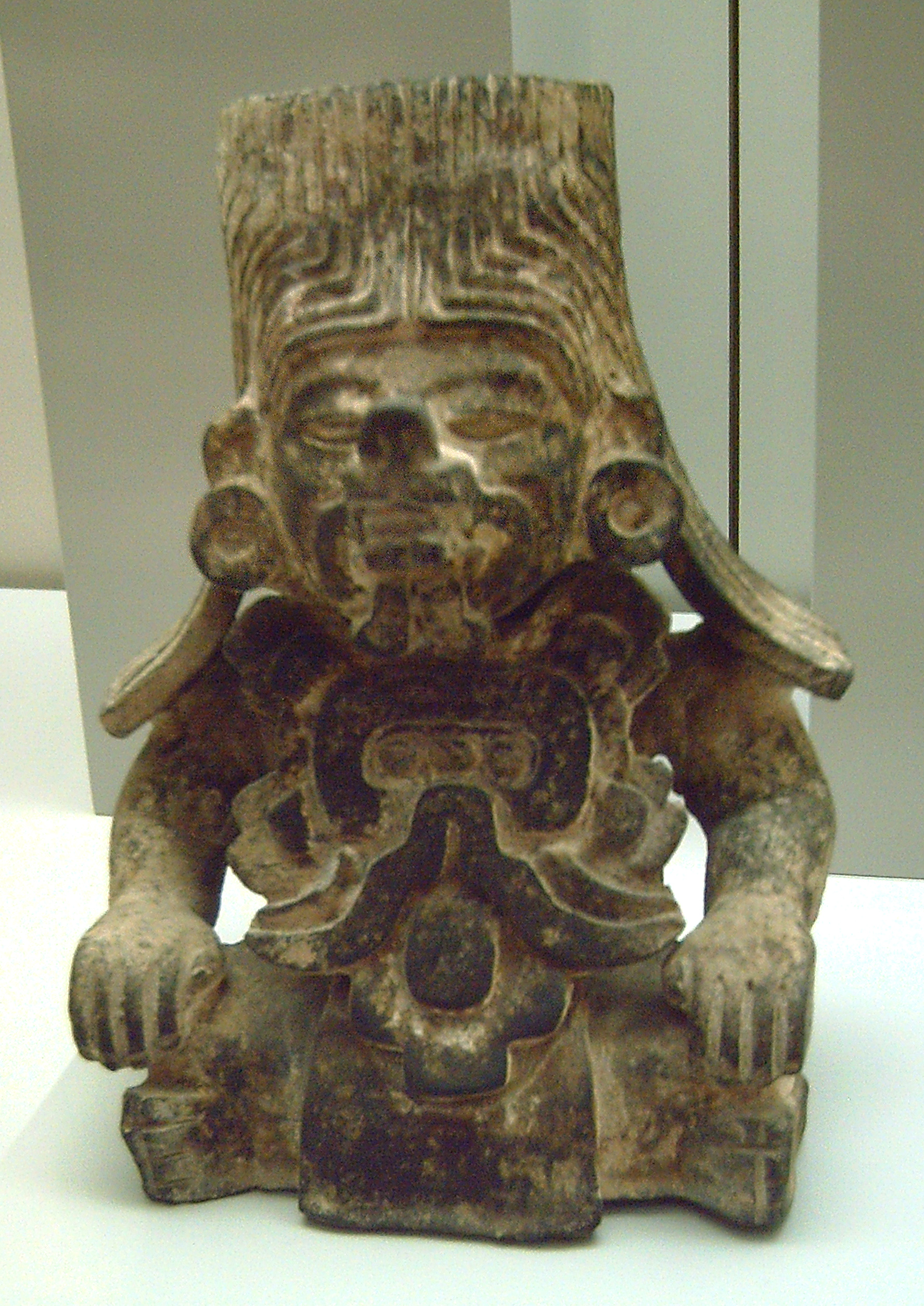
Naczynie ceramiczne w kształcie mężczyzny o kocich cechach, kultura Zapoteków, Meksyk, 100-700 n.e.
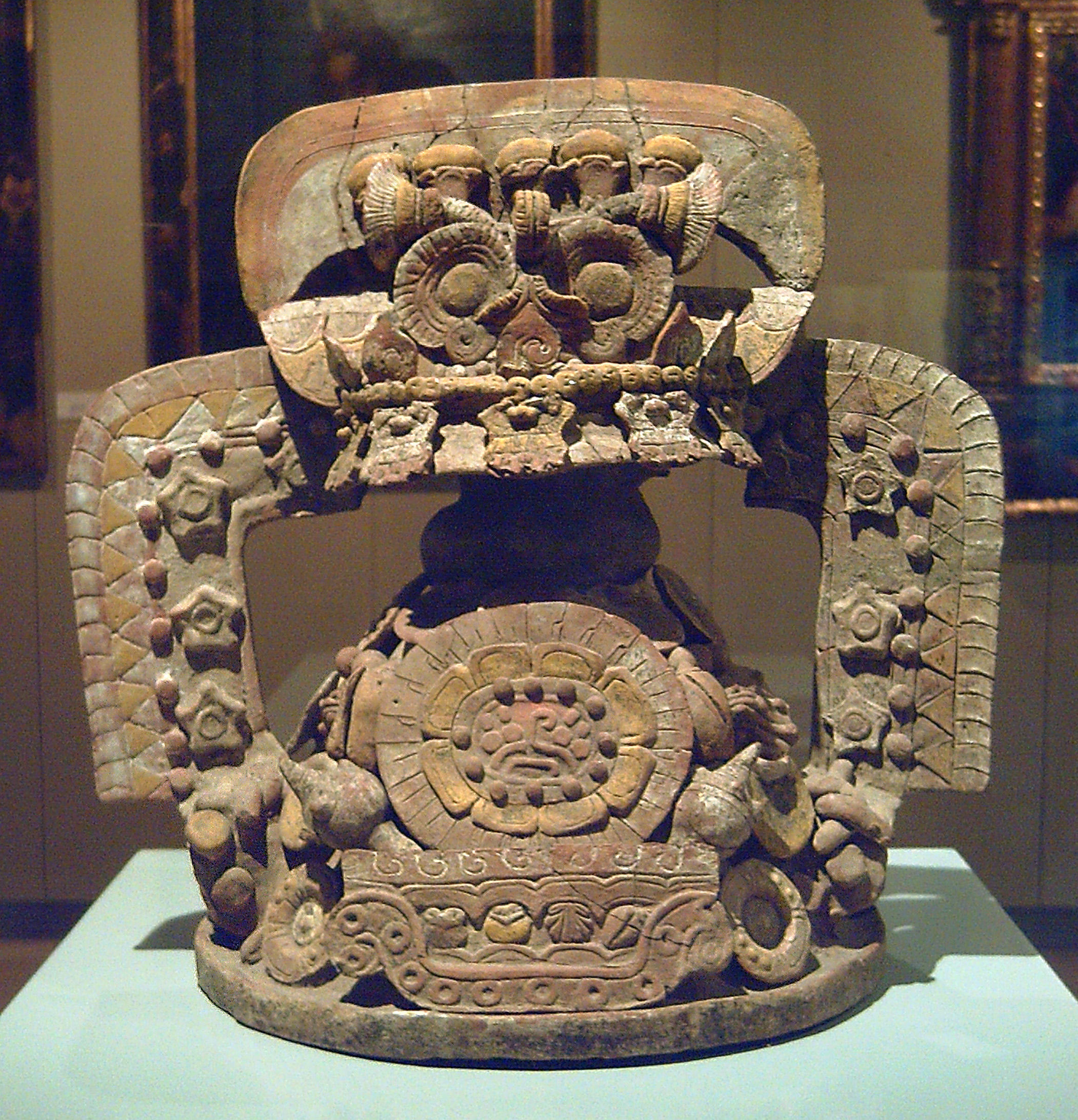
Przykrywka kadzielnicy, ceramika malowana, kultura Teotihuacán, Meksyk, 400-700 n.e.